# Jakub II de Bourbon-La Marche

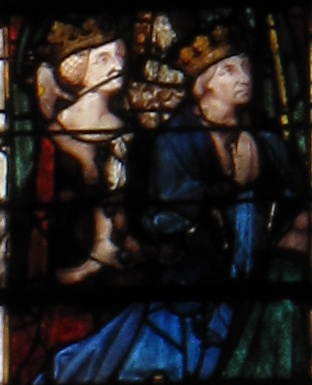
Jakub i Joanna II (Chartres)

Herb Jakuba jako króla Neapolu

Jakub II de Bourbon-La Marche (ur. w 1370, zm. w 1438 w Besançon) – najstarszy syn Jana I, hrabiego La Marche i jego żony – Katarzyny de Vendôme. Jego młodszym bratem był Ludwik I, hrabia Vendôme.
Jako młody człowiek uczestniczył w krucjacie rycerstwa zachodnioeuropejskiego, której kulminacją była przegrana bitwa pod Nikopolis (1396). Po powrocie do Francji, dowodził oddziałami, które najechały Anglię, by wesprzeć Owena Glendowera. Oddziały te spaliły Plymouth w 1403, ale rok później wracając do Francji 12 statków z floty Jakuba zaginęło podczas sztormu. W 1406, w Pampelunie Jakub ożenił się z Beatrycze d'Evreux, córką Karola III Szlachetnego, króla Nawarry i jego żony - Eleonory, infantki Kastylijskiej. Para miała trzy córki:
- Izabelę (1408 – po 1445), zakonnicę w Besançon,
- Marię (1410 – po 1445), zakonnicę w Amiens,
- Eleonorę (1412 – po 21 sierpnia 1464), dziedziczkę La Marche, żonę Bernarda d'Armagnac, hrabiego Pardiac (zm. 1462).

Jakub był sojusznikiem Jana bez Trwogi i walczył przeciwko partii Armaniaków. Jednak jego sprawy we Francji zostały odsunięte na drugi tor przez politykę międzynarodową – w 1415 baronowie Królestwa Neapolu wybrali go na męża dla królowej Joanny II. Mieli nadzieję, że Jakub odsunie od władzy faworytów królowej – Pandolfo Alopo i Muzio Attendolo Sforza, na czym oni skorzystają. Jakub tymczasem kazał zabić Alopo i uwięzić Sforza, ale sam zaczął rządzić królową i chciał nawet objąć rządy samodzielnie. Ci sami baronowie uwięzili go w 1416, musiał uwolnić Sforzę i zrezygnować z królestwa. Opuścił Neapol w 1419. Jego ślub z Joanną najwyraźniej nie został anulowany i ani on, ani Joanna nie zawarli kolejnych związków małżeńskich.
Jakub powrócił do Francji i walczył za króla Karola VII w 1428 z Anglikami. W nagrodę został mianowany gubernatorem Langwedocji. W 1435 zrezygnował z wszystkich tytułów i został franciszkaninem – zmarł w 1438.